# Synedoida stretchii
Synedoida stretchii är en fjärilsart som beskrevs av Hans Hermann Behr 1870. Synedoida stretchii ingår i släktet Synedoida och familjen nattflyn. Inga underarter finns listade i Catalogue of Life.